# Gutbrod
Gutbrod, anciennement Standard, est un ancien constructeur automobile allemand. L'entreprise a été fondée en 1926 par Wilhelm Gutbrod.

## Historique
- Entre 1928 et 1935, la principale activité de l'entreprise est la construction de motos.
- Après 1956, la firme se spécialise dans les appareils de jardinage motorisés.
- En 1966, la Motostandard, née des suites de la faillite de la vieille société Monnet-Goyon, occupait quatre cent cinquante personnes. Elle entra dans le groupe Gutbrod, avec une usine dotée d'un matériel moderne établie en dehors de Mâcon (zone industrielle des Bruyères).

Selon un article paru dans Le Monde sous le titre Motostandard Gutbrod licencie trois cent quatre-vingts personnes à Mâcon :

« Après bien des alarmes entrecoupées d'espérances, l'évidence aujourd'hui s'impose : à la rentrée de septembre, 380 des 782 salariés de la société Gutbrod S.A. ci-devant Motostandard seront licenciés pour des raisons économiques. Ceux qui resteront seront en outre invités à renoncer à la plupart des avantages dont ils bénéficiaient dans cette entreprise qui se flattait d'offrir à son personne] des salaires supérieurs de 18 à 24 % à ce qu'ils sont en moyenne pour des secteurs identiques.
Ce sacrifice, leur a-t-on déjà expliqué, devrait permettre de modifier les activités de la société — fabrication de matériel de jardinage et de nettoiement — et de développer notamment le secteur de la sous-traitance. S'il n'était pas accepté, car on ne prétendra pas l'imposer, ce sera le dépôt de bilan et la fermeture pure et simple.
C'est ce que vient d'expliquer publiquement M de Boysson, nouveau directeur général de cette entreprise… où le temps de travail hebdomadaire a été réduit à vingt-quatre heures depuis le 12 juillet. Tel est l'aboutissement d'une crise dont les premiers signes apparurent vers 1969 et qu'une mesure de curatelle obtenue alors du tribunal de commerce de Nancy n'a pu finalement résorber, pas plus que l'apport, en 1970, de capitaux nouveaux apportés par l'Investitions und Handelsbank de Francfort. Au 31 juillet 1971 la Gutbrod S.A. de Mâcon constatera un déficit de plus de 20 millions de francs. »

— Jean-Marc Théolleyre, Le Monde, 2 août 1971
La création s'est accompagnée d'un investissement de 250 millions de francs, tablant sur une progression annuelle de 20 à 30 %. À cette occasion, le logo change. Pour accélérer le retour sur investissement, des parties de fonderies seront remplacées par des tôleries pliées pour constituer le nouveau brancard des machines. Elles conservent cependant le système de dégrafage rapide « Terra » du moteur. Il est toujours proposé en plusieurs puissances de 4 à 7 ch. Le système est la seule chose qui restera jusqu'à la fin. Même le moteur sera remplacé avec des adaptations. Un modèle T111 de couleur verte sera proposé à travers les grandes surfaces, mais le système de filtration de l'air par cartouche sèche (remplaçant le filtre à bain d'huile) et les réductions des coûts ne semblent pas garantir la pérennité de l'entreprise.
- En 1983, la fin est annoncée pour l'entreprise, bien que des propositions de prix existent en mars 1984.

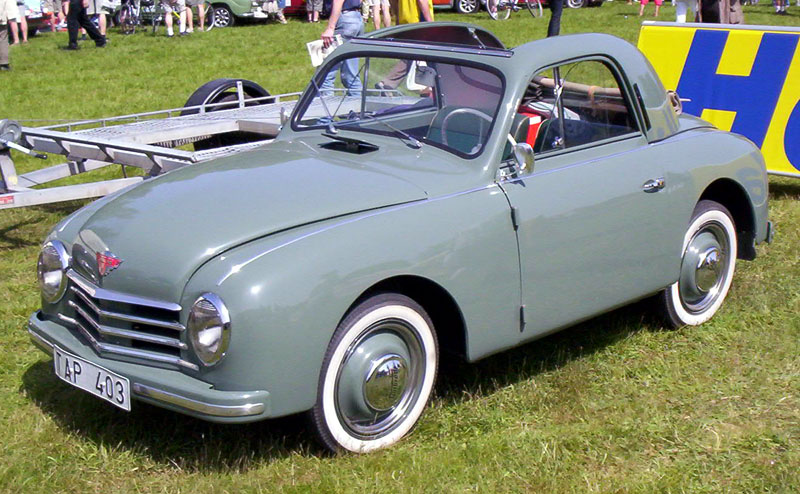
Gutbrod Superior de 1951.

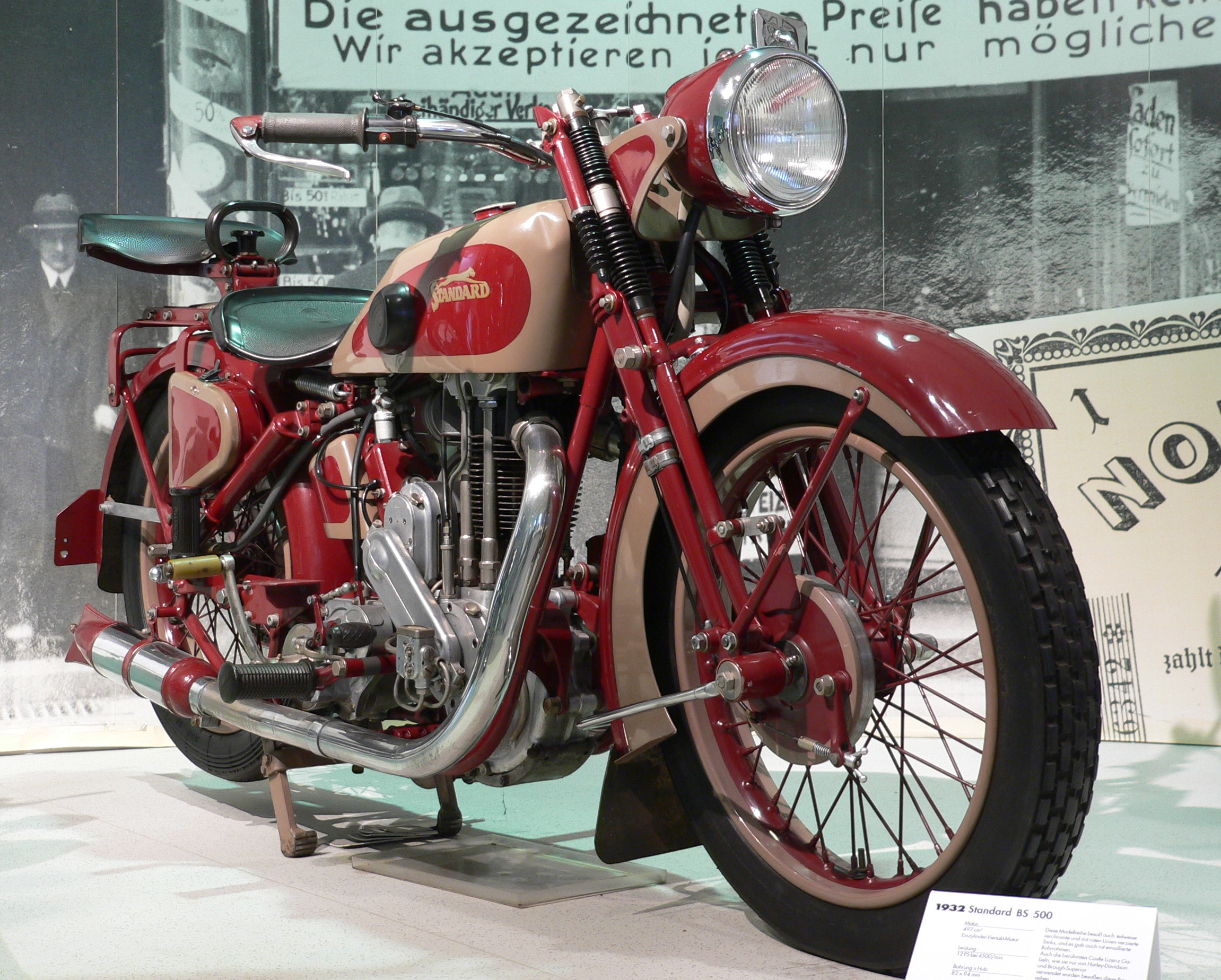
Standard BS500 de 1932.